# وولفرام فاوست
وولفرام فاوست (بالألمانية: Wolfram Faust)‏ هو راكب الكنو ألماني، ولد في 10 مارس 1964 في فوبرتال في ألمانيا.

## وصلات خارجية
- وولفرام فاوست على موقع أوليمبيديا (الإنجليزية)